# Flagge von El Hierro
Die Flagge von El Hierro wurde offiziell am 18. Mai 1987 durch eine Anordnung des Präsidenten der Inselverwaltung auf Vorschlag des Inselrats, der legislativen Versammlung der Insel, angenommen. Diese Anordnung wurde am 29. Mai 1987 im Boletín Oficial de Canarias veröffentlicht. Die Flagge besteht aus zwei horizontalen Streifen, oben „waldgrün“ und unten „marineblau“. Am Liek ist ein weißes Dreieck eingefügt, das bis 2/5 der Flaggenbreite reicht und an die geographische Form der Insel erinnert. Im Zentrum der Flagge ist das Inselwappen eingefügt.

## Geschichte der Flagge
Die Flagge geht auf ein ähnliches Banner zurück, das am 17. Mai 1953 mitgeführt wurde, als die Statue der Inselpatronin, La Virgen de los Reyes (Hl. Jungfrau der Könige), auf Erlaubnis von Papst Pius XII. durch den Bischof von Teneriffa gekrönt wurde.

### Symbolik
Das Weiß in der Flagge symbolisiert die Wolken über der Insel, aus denen der Nebelwald das Wasser herausfiltert, und den Schaum der Meeresbrandung, das Grün symbolisiert die Berge, die Weingärten, die Obstplantagen und den heiligen Baum von Garoé und das Blau den Meereshorizont um die Insel.
Im Zentrum der Flagge steht das seit langer Zeit benutzte, aber bis heute nicht offiziell festgelegte Wappen der Insel. Es zeigt im blauen Feld den aus einer silbernen Scheibe auf grünem Schildfuß emporwachsenden heiligen Baum von Garoé, um dessen Krone sich eine silberne Wolke zieht. Er wird begleitet auf der (heraldisch) rechten Seite von einem goldenen Kastell und auf der (heraldisch) linken Seite von einem aufrechten, golden gekrönten, roten Löwen. Auf dem Schild liegt eine offene Grafenkrone mit neun sichtbaren, perlenbesetzten Spitzen.
Beim heiligen Baum von Garoé handelt es sich um einen Stinkenden Lorbeer (Ocotea foetens), der auf fünf der Kanarischen Inseln heimisch ist. Er war den Ureinwohnern Hierros, den Bimbaches, heilig, da er die Eigenschaft besitzt, aus Nebelwolken, welche die Hänge Hierros heraufziehen, Wasser herauszufiltern. Dies ermöglichte den Ureinwohnern, durch das Auffangen dieses Wassers Angriffe und Belagerungen durch die kastilischen Eroberer besser und länger zu überstehen. Der ursprüngliche Baum von Garoé wurde 1610 entwurzelt und erst 1945 durch eine Neuanpflanzung ersetzt. Goldenes Kastell und roter Löwe sind die Symbole für die Königreiche Kastilien und León, die El Hierro 1406 durch Jean de Béthencourt im Auftrag König Heinrichs III. von den Bimbaches eroberten. Die Grafenkrone erinnert an die Grafen von Gomera aus der Familie Peraza, die ab 1488 die Herrschaftsrechte auf Hierro ausübten.